# Down (película)
Down es una película de terror de 2001 sobre un ascensor asesino dirigida por Dick Maas y protagonizada por James Marshall y Naomi Watts. El filme también se conoce con el nombre de The Shaft, nombre que se usó para su estreno en DVD en los Estados Unidos y El ascensor nivel 2 en España. La película es un remake de El ascensor, también dirigida por Maas, estrenada en 1983 y protagonizada por Huub Stapel.

## Sinopsis
Cuando los ascensores del edificio Millenium, uno de los edificios más importantes de Nueva York, empiezan a funcionar mal, envían al mecánico Mark Newman a que lo compruebe. Al parecer Newman no encuentra nada que funcione mal pero nadie queda satisfecho con su investigación. Después de dos espantosos accidentes mortales en la que un ciego cae por la rendija del ascensor y a un vigilante de seguridad le cortan la cabeza, abren un caso policíaco. Entonces Mark decide no descansar hasta resolver el caso. Al mismo tiempo, Jennifer, una reportera, está buscando una jugosa noticia y se le une para investigar juntos. Las muertes continúan, todo da a parecer que alguien maneja el ascensor y los jefes temiendo que sea un ataque terrorista aíslan el edificio. Ahora Mark tendrá que meterse en las entrañas del edificio y resolver el secreto del ascensor asesino... solo tiene que pulsar el botón. En el guion hay varias bromas y referencias sarcásticas sobre los atentados del 11 de septiembre en las Torres Gemelas.

## Comparación con la película de 1983
La mayoría de las diferencias radican en el ciego y al final, aparte de que hay otros accidentes que son nuevos. A continuación se cita algunas diferencias:

### Ciego
- En la película de 1983, el ciego se cae directamente desde el piso donde firmó la escritura, mientras que en el remake sube hasta la planta 91, donde llama a otro ascensor, donde cae.
- El ciego sube a una peluquería. En la otra, el ciego va a firmar el contrato de una casa para su madre.
- En esta película el ciego va acompañado de un perro guía, en la otra el ciego va solo.

### Accidentes nuevos
- En un momento de la película, dos jóvenes están echando una carrera con patines y en el aparcamiento a uno de ellos lo atrapa el ascensor y en el piso 86 sale disparado.
- Otro accidente que aparece solo en el remake es la caída de un grupo de personas. El suelo de la cabina desaparece y se caen.

### Desenlace
- La noche aparece lluviosa. En la otra no.
- El edificio está lleno de guardias, tanto fuera como dentro. Además se puede pasar si se lleva la correspondiente identificación.
- Cuando el mecánico se mete en el pozo y ataca con el cuchillo, primero a la cabina le pasa una corriente y poco después, empieza a arder.
- En esta película la cabina no sube y baja hiriendo al mecánico, sino que baja del tejado envuelta en llamas una sola vez.
- Es el mecánico quién dispara al objetivo, no el creador.

Además, otra diferencia es que en esta película hay un control dentro del edificio y en la otra no.